# Cedron (dopływ Redy)

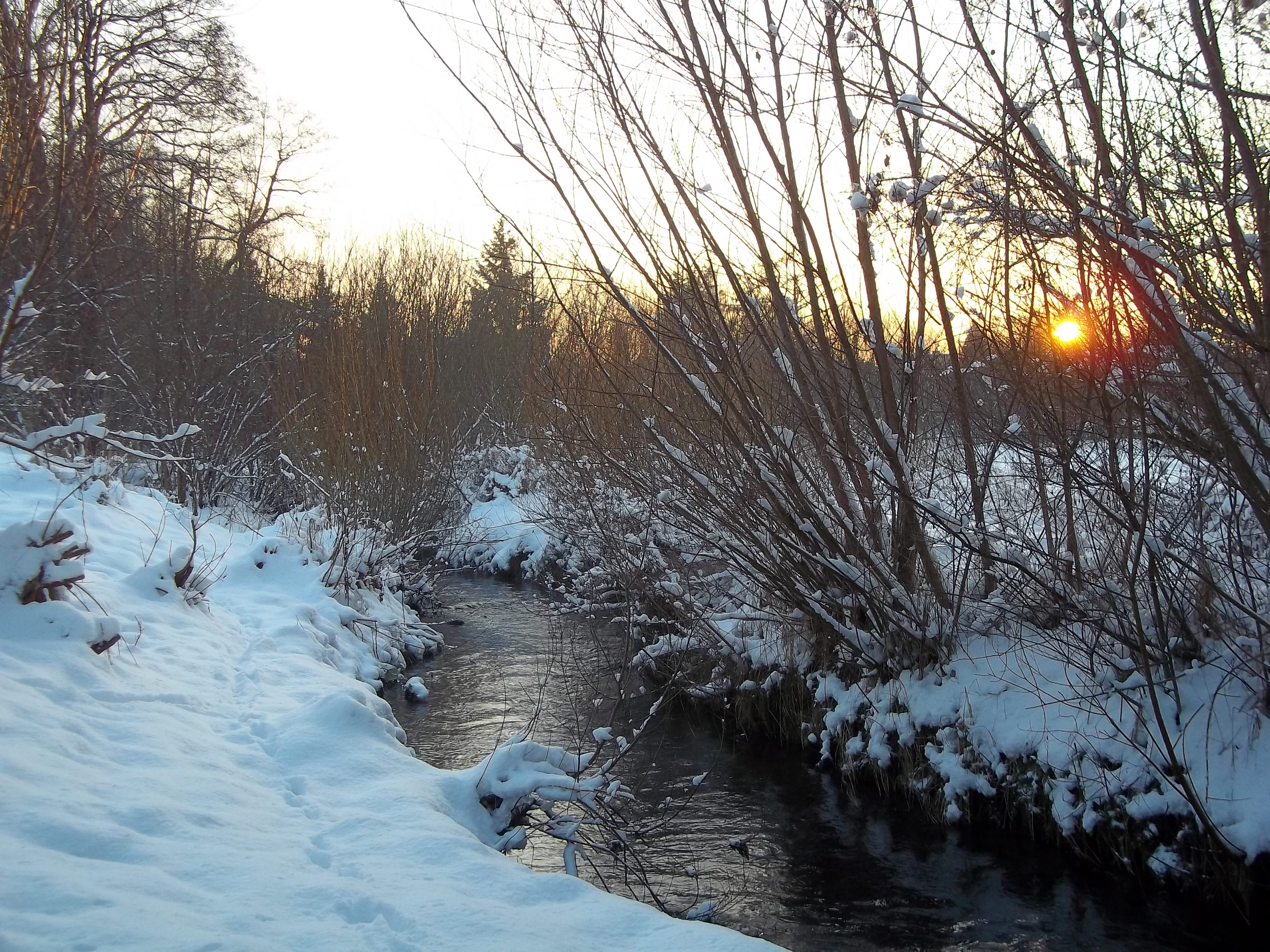
Cendron w dolnym biegu niedaleko ujścia

Cedron (Cedroń) – struga, prawostronny dopływ Redy o długości 12,73 km.
Płynie na obszarze Pobrzeża Bałtyckiego. Przepływa przez jezioro Wyspowo. Płynie na obszarze Pojezierza Kaszubskiego, przepływając m.in. przez Gałęźną Górę, Kalwarię Wejherowską oraz obszar gminy Wejherowo objęty Trójmiejskim Parkiem Krajobrazowym. Uchodzi do Redy w Wejherowie. Część doliny Cedronu ma zostać objęta ochroną postulowanego rezerwatu Nadrzeczne.
Struga przed 1643 r. nosiła nazwę Biała.